# Froy Gutierrez

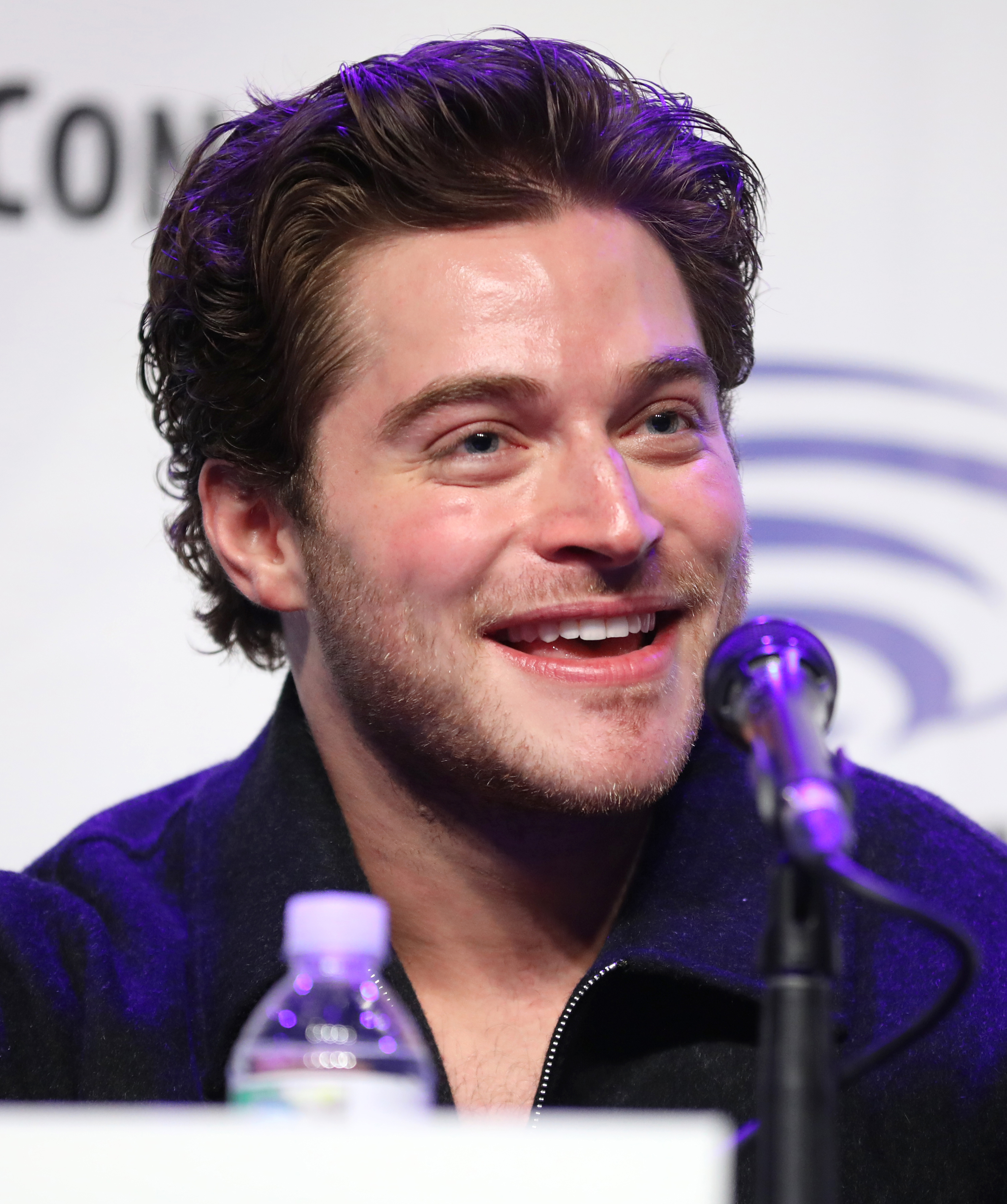
Froy Gutierrez (2024)

Froylan (Froy) Gutierrez (* 27. April 1998 in Dallas, Texas) ist ein amerikanischer Schauspieler und Sänger mit mexikanischen Wurzeln.

## Karriere
Bekanntheit erlangte Gutierrez erstmals durch Werbekampagnen.
Seine erste größere Nebenrolle war Charlie in Bella and the Bulldogs. Es folgten Nebenrollen in Serien wie als Nolan Holloway in Teen Wolf und Josh Flores in One Day At A Time.
In Paris gab er am 8. Juli 2018 während der Convention Howling at the Moon 2 sein erstes Konzert.
Gutierrez lebt in Texas.

## Filmografie
- 2015–2016: Bella and the Bulldogs (3 Folgen)
- 2016: Die Goldbergs (2 Folgen)
- 2017: One Day at a Time (4 Folgen)
- 2017: Teen Wolf (8 Folgen)
- 2019: Leicht wie eine Feder (Light as a Feather, Fernsehserie)
- 2020: Slayed – Wer stirbt als nächstes? (Initiation)
- 2021: Cruel Summer (Fernsehserie)
- 2022: Hocus Pocus 2